# きもと
株式会社きもと（KIMOTO Co., Ltd.）は、三重県いなべ市に本社を置く化学メーカー。東京証券取引所スタンダード市場上場。

## 概要
1949年に航空写真測量用のフィルム現像サービスを目的に創業。1961年2月に株式会社へ改組。各種工業用フィルムやカメラ・レンズ備品の製造などを手掛けている。また、本社が所在するいなべ市において農園事業も手掛けており、従業員が育てたダリアを「KIMOTOダリア園」として一般に公開している。

## 沿革
- 1949年4月 - 航空写真測量用のフィルム現像サービスを目的に創業。
- 1952年7月 - 有限会社きもと商会として法人へ改組。
- 1961年2月 - 株式会社きもと商会として株式会社へ改組。
- 1962年3月 - 埼玉県与野市に埼玉工場を開設。機能性フィルムの製造を開始。
- 1967年7月 - 商号を株式会社きもとに変更。
- 1969年12月 - 茨城県総和町（現・古河市）に茨城工場を開設（北利根工業団地）。
- 1979年7月 - 三重県北勢町に三重工場を開設。
- 1981年1月 - 埼玉県与野市に研究開発センターを開設。
- 1994年1月 - 株式を店頭公開（後のJASDAQ）。
- 1996年3月 - 本社を東京都新宿区へ移転。
- 2005年
  - 3月 - 東京証券取引所二部に上場。
  - 4月 - JASDAQ上場廃止。
- 2006年3月 - 東京証券取引所一部に市場変更。
- 2013年
  - 5月 - 本社を東京都渋谷区へ移転。
  - 7月 - 登記上の本店をさいたま市中央区へ移転。本社事務所は新宿メインオフィスに名称変更。
- 2020年12月 - 新宿メインオフィスを閉鎖[5]。
- 2024年7月 - 本社並びに登記上の本店を三重県いなべ市へ移転[6]。

## 事業所
- 本社・三重第三工場・三重第四工場 - 三重県いなべ市北勢町京ヶ野新田450
- 三重第一工場・三重第二工場 - 三重県いなべ市北勢町京ヶ野新田73-5
- 茨城工場・茨城オフィス - 茨城県古河市北利根13
- 技術開発センター - 埼玉県さいたま市中央区鈴谷4丁目6番35号

## グループ会社
- KIMOTO TECH, INC.
- KIMOTO AG
- 瀋陽木本実業有限公司